# Heteromeringia flavifrons
Heteromeringia flavifrons är en tvåvingeart som beskrevs av Willi Hennig 1938. Heteromeringia flavifrons ingår i släktet Heteromeringia och familjen träflugor. Inga underarter finns listade i Catalogue of Life.